# Eufentonia eximia
Eufentonia eximia är en fjärilsart som beskrevs av Karl Grünberg 1912. Eufentonia eximia ingår i släktet Eufentonia och familjen tandspinnare. Inga underarter finns listade i Catalogue of Life.